# Abdullah Al-Zori
Abdullah Al-Zori (ur. 13 sierpnia 1987 w Rijad) – saudyjski piłkarz, grający na pozycji obrońcy w klubie Al-Hilal oraz reprezentacji kraju. W 2014 doszedł do finału Ligi Mistrzów. Z klubem trzykrotnie zdobywał mistrzostwo ligi w latach 2008, 2010 i 2011.